# Podkarpackie Namiestnictwo Harcerzy ZHR
Podkarpacka Chorągiew Harcerzy ZHR – jednostka terytorialna Organizacji Harcerzy ZHR. Zrzesza hufce i związki drużyn działające na terenie województwa podkarpackiego. Powstała w 1989 jako Południowo-Wschodnia Chorągiew Harcerzy, w 2000 roku przemianowana na Podkarpacką Chorągiew Harcerzy. 8 stycznia 2023 Podkarpacka Chorągiew Harcerzy została przekształcona w Podkarpackie Namiestnictwo Harcerzy, a 26 października 2024 jednostka ponownie uzyskała status Chorągwi.

## Hufce i związki drużyn
- Mielecko-Rozwadowski Związek Drużyn Harcerzy - Komendant phm. Bartłomiej Mroczka
- Hufiec Harcerzy Ziemi Rzeszowskiej - Hufcowy phm. Łukasz Popera
- Południowo-Wschodni Hufiec Harcerzy „Grody” im. gen. bryg. Antoniego Chruściela ps. Monter - Hufcowy phm. Kacper Sawicki

## Komendanci Chorągwi
- hm. Józef Mitka,
- hm. Adam F. Baran,
- hm. Tomasz Urban,
- hm. Marian Maj,
- hm. Ireneusz Dzieszko,
- phm. Maciej Gawłowski,
- phm. Piotr Rut
- hm. Marek Zalotyński
- phm. Leszek Węgrzyn
- hm. Ireneusz Dzieszko
- hm. Łukasz Mróz od 31.08.2010
- phm. Bartosz Grabowy od 17.06.2013
- hm. Lech Pastwa od 20.10.2015
- hm. Leszek Mac od 12.03.2020
- hm. Lech Pastwa
- phm. Konrad Dudek
- phm. Jakub Uberman